# Scafati
Scafati – miejscowość i gmina we Włoszech, w regionie Kampania, w prowincji Salerno.
Według danych na rok 2004 gminę zamieszkiwały 45 253 osoby, 2381,7 os./km².